# 阪南市立桃の木台小学校
阪南市立桃の木台小学校（はんなんしりつ もものきだいしょうがっこう）は、大阪府阪南市桃の木台にある公立小学校。

## 沿革
- 1996年（平成8年）4月1日 - 開校[1]。